# Demon Attack
Demon Attack est un jeu vidéo développé et édité par Imagic, sorti sur Atari 2600 puis porté sur de nombreux ordinateurs personnels et consoles de jeux, faisant du titre la meilleure vente de l'éditeur. Il s'agit d'un shoot'em up assez similaire à Phoenix, ce qui a valu à Imagic d'être poursuivi en justice par Atari, propriétaire des droits d'adaptation de ce dernier sur consoles.

## Développement
Demon Attack a été développé par Rob Fulop, dont la principale inspiration aurait été Galaxian, bien que les graphismes et la mécanique de jeu ressemblent fortement à ceux de Phoenix.

## Portages
Demon Attack a été adapté sur Intellivision (en 1982, par Gary Kato,), Videopac, TRS-80, Commodore 64, VIC-20, Atari 8-bit, IBM PC, TI-99/4A (sous le nom Super Demon Attack), Videopac+ (sous le nom Demon Attack +), TRS-80 Color Computer.

## Accueil
- « Best videogame of the Year » aux 1983 Arcade Awards[6]
- « Space Game of the Year » aux 1983 Golden Joystick Awards décernés par Video Games Player[8].
- Une des meilleures ventes de l'Atari 2600 avec plus de 2 millions d'exemplaires vendus[9]